# 太醫院管理院事大臣
太醫院管理院事大臣，或稱管理太醫院事大臣，為清朝總領管理太醫院之職官，定額1人，由皇帝於王公、大臣中特簡充任。

## 建置
清制太醫院原設太醫院使掌理院事、左右院判佐理。至乾隆後期，因太醫院大規模製作賞賜大臣與賑濟疫區的「錠子藥」而支出大增，五十七年（1792年）九月，阿桂奉命清查太醫院帳務，阿桂把此前四十年期間御藥房用藥價錢、數量，開列清單具奏。乾隆帝認為太醫院使、院判、御醫及御藥房首領任意用藥，以致糜費開支，作出降革等處分。五十八年（1793年），為了加強管理，特簡大臣管理太醫院院務，即太醫院管理院事大臣。起初以總管內務府大臣兼充，後於王、公、滿洲大臣內特簡。至遜清小朝廷終結而廢。